# Hugo Claus
Hugo Maurice Julien Claus (Brugge, 5 april 1929 – Antwerpen, 19 maart 2008) was een Vlaams dichter, schrijver, kunstschilder en filmmaker. Hij was de meest bekroonde auteur uit het Nederlandse taalgebied. In de loop van zijn lange carrière schreef Claus duizenden gedichten, tientallen toneelstukken en diverse romans, waarvan de bekendste zijn meesterwerk Het verdriet van België uit 1983 is.

## Algemeen
Het werk van Claus is divers van karakter. De auteur mengt het tragische, verhevene, klassieke met het banale, burleske en obscene. Terugkerende thema's zijn: de liefde voor de moeder, de haat tegen de (afwezige) vader, seksualiteit, het schuldgevoel door het katholieke geloof en Vlaanderen in en na de oorlog.
Claus publiceerde onder het pseudoniem Dorothea van Male de roman Schola nostra (1971). Hij gebruikte ook de pseudoniemen hugo c. van astene, Anatole Ghekiere, Jan Hyoens, Thea Streiner en mogelijk ook Conny Couperus.
In 1983 publiceerde hij Het verdriet van België, waarin hij in de vorm van een familiekroniek vol autobiografische feiten, zoals steeds gelardeerd met surrealistische toetsen, de politiek-sociale verhoudingen in België beschrijft en op zoek is naar de wortels van de collaboratie van kleinburgers in een provincienest tijdens de Tweede Wereldoorlog. Tegelijk is de roman een Bildungsroman van een literair begaafde en vroegrijpe jongen en een sleutelroman over een Vlaamse middenstand uit de beschreven periode.
Claus was een speler, zowel letterlijk bij kaartspel, poker en pietjesbak, als met zijn medium literatuur en zijn lezer. Hoe toegankelijk en ogenschijnlijk simpel zijn werk ook is, schepte hij er verhuld plezier in om dubbele bodems en cryptische verwijzingen in zijn werk te verweven. Hij was opgetogen toen hij mocht ondervinden dat een universitair geschoold literatuurwetenschapper hem hierbij op de hielen zat: Paul Claes, die met zijn essays De Mot zit in de mythe en Claus-reading (1984) aandacht besteedde aan dit gegeven en daarmee een dimensie toevoegde aan de Claus-studie.

## Levensloop

### Jeugd
Hugo werd geboren als oudste zoon van drukker Jozef (Joseph) Claus en Germaine Vanderlinden te Brugge. In februari 1931 kwam zijn broer Guido ter wereld (overleden op 9 november 1991), later gevolgd door Odo (januari 1934) en Johan (november 1938, overleden op 13 februari 2009). Drie maanden later – vader Claus was ondertussen ook handelaar in schoolbenodigdheden geworden en actief in het amateurtoneel – verhuisde het gezin naar Astene (Deinze), het dorp waar moeder Germaine opgroeide. Jozef begon er drukkerij De Lindekens.
Zoon Hugo bracht de grootste tijd van zijn jeugd op de kostschool door, onder meer te Eke. Van 1933 tot 1939 verbleef Claus bij de zusters van het Pensionat Saint-Joseph in Aalbeke. In de schooljaren 1939-1944 volgde hij lager middelbaar onderwijs aan het Sint-Amandscollege in Kortrijk en in het schooljaar 1944-1945 volgde hij les aan het Sint-Hendrikscollege in Deinze.
In 1946 verliet hij het ouderlijk huis en ging samen met kunstschilder Antoon De Clerck in Sint-Martens-Leerne wonen. Hij volgde er naar verluidt beeldhouwlessen aan de Koninklijke Academie voor Schone Kunsten van Gent en schreef gedichten, schilderde en had ambities om acteur te worden.
Hij voorzag in zijn levensonderhoud als boekillustrator en als schilder van landschapjes en gevels. Op achttienjarige leeftijd publiceerde hij zijn eerste dichtbundel. In 1947, het jaar waarin hij met de bundel experimentele poëzie Kleine reeks debuteerde, werkte hij van oktober tot december als seizoenarbeider in een suikerfabriek te Chevrières in Noord-Frankrijk.
In 1948 brengt Claus drie dagen door in Parijs; in de Bar Vert in Saint-Germain-des-Prés ziet hij schielijk de reeds afgetakelde auteur, acteur en theatertheoreticus Antonin Artaud zitten, die hij als zijn geestelijke vader zal gaan beschouwen. De confrontatie met deze auteur van het 'théâtre de la cruauté' zal hem drijven tot de studie van Seneca en de Elizabethanen.
Vanaf 1 april 1949 vervulde hij zijn dienstplicht, gedeeltelijk als redacteur van het tijdschrift Soldatenpost (zijn sergeant was Herman Liebaers). Intussen had hij samen met enkele gelijkgezinden (Jan Walravens, Louis Paul Boon, Tone Brulin, Ben Cami, Marcel Wauters e.a.) het avant-gardetijdschrift Tijd en Mens opgericht en in 1949 hield hij zijn eerste expositie als schilder in de boekhandel van de Franstalige dichter Henri Vandeputte in Oostende.

### Schrijver
Zijn eerste roman, De Metsiers (gepubliceerd in 1950), schreef hij in slechts één maand naar aanleiding van een weddenschap reeds in 1948. De Metsiers was aanvankelijk getiteld De eendenjacht, achteraf vertaald als La Chasse aux Canards en Sister of Earth. Hij zond het manuscript in voor de Leo J. Krynprijs en kreeg meteen een bekroning voor het gebruik van het meervoudige vertelperspectief. Toch vond hij zichzelf in de eerste plaats nog schilder. Hoewel zijn literaire talent werd erkend, kwamen er ook negatieve reacties op de thema's incest en inteelt in zijn werk.
Van 1950 tot 1953 woonde hij in Parijs, waar hij in contact kwam met het surrealisme, het existentialisme en het Cobramodernisme. Hij woonde er samen met Karel Appel, Hans Andreus, Rudy Kousbroek, Simon Vinkenoog e.a.
In 1953 vestigde Claus zijn naam als prozaschrijver met het boek De Hondsdagen en schreef zijn eerste avondvullende toneelstuk, Een bruid in de morgen, waarin de incestueuze relatie tussen broer en zus centraal staat. In 1955 werd het stuk voor het eerst opgevoerd; in Nederland onder regie van Ton Lutz, het begin van een jarenlange samenwerking en vriendschap. De meningen over het stuk waren verdeeld. Sommigen vonden het vulgair, anderen erkenden zijn meesterschap.

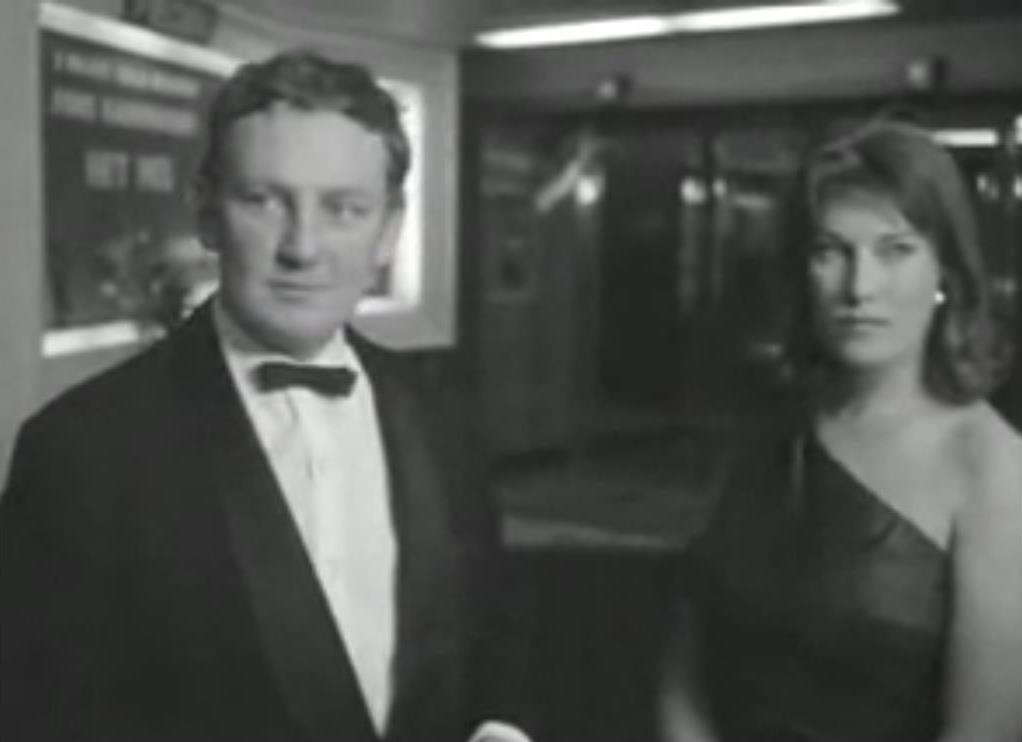
Claus en Elly Overzier (1961)

Van februari 1953 tot begin 1955 verbleef hij in Italië, waar zijn vriendin Elly Overzier (1928-2010) probeerde, onder het pseudoniem Elly Norden, actrice en model te worden. Zij was de dochter van een Nederlands reder. Hij woonde twee jaar in Rome en legde via haar contacten in het filmmilieu. Hij trouwde met haar op 26 mei 1955 in Gent; de bruiloft werd vijf dagen later gevierd in het Brusselse café La Fleur en Papier Doré, Het Goudblommeke in Papier van surrealist-schilder-poëet-galerist Gerard (Geert) van Bruaene, ooit nog vriend van Paul van Ostaijen, in aanwezigheid van kunstvrienden als Jan Walravens, de schilders Roger Raveel en Jan Saverijs, broer Guido, Simon Vinkenoog en Louis Paul Boon. De surrealistische eloge van Jan Walravens werd afgebroken door Elly met de legendarische woorden: "Assez de méchancetés".
De Italiaanse filmervaringen van Claus waren stof voor de roman De koele minnaar.
Van april 1955 tot november 1964 woonde hij met Overzier in Gent, waar hij ooit aan de Koninklijke Academie voor Schone Kunsten en de Koninklijke Toneelschool lessen volgde. In 1959 voerde een beurs van Ford Foundation hem naar de Verenigde Staten samen met onder anderen Fernando Arrabal, Claude Simon en Italo Calvino.
In 1962 verscheen De Verwondering, een complexe roman over de nasleep van de collaboratie.
Op 7 oktober 1963 werd hun enige zoon, Thomas Pieter Achilles, geboren. Begin 1964 solliciteerde Claus tevergeefs naar de functie van directeur van het op te richten Nederlands Toneel Gent. Gekrenkt door de afwijzing van de Raad van Beheer, waarin een toneelauteur zetelde, verbood hij dat zijn stukken in Gent zouden worden opgevoerd. Later, met een nieuwe directie, zou het conflict worden gladgestreken; en nog later zou hij door bemiddeling van vriend en acteur Hugo Van den Berghe gedurende enkele jaren huisauteur van het NTG worden.
Eind 1964 verhuisde hij met Elly en Thomas naar het landelijke Nukerke, in een boerderij, gerestaureerd door dichter-architect Albert Bontridder.

### Veelzijdigheid
In de daaropvolgende jaren liet Claus van zich horen. Als sociaal geëngageerde kwamen politieke thema's in zijn werk meer tot uiting, zoals in de opera Morituri waarin hij zich tegen het Amerikaanse imperialisme afzet, of in de multimedia-opera Reconstructie over de bevrijdingsstrijd in Zuid-Amerika, waarin in de loop van de voorstelling een standbeeld voor Che Guevara wordt opgericht.
Hij schreef romans, verhalen, gedichten en toneelstukken. Ook genoot hij bekendheid als filmregisseur, scenarioschrijver en beeldend kunstenaar. In 1965 regisseerde hij zijn eerste film, De vijanden: over de door omstandigheden gedwongen vriendschap tussen een Amerikaanse G.I. (Del Negro), een Duitse Wehrmachtsoldaat (zijn oude vriend Fons Rademakers) en een Antwerpse piot (Robbe De Hert).
In 1966 volgde de artistiek schokkende toneelregie van zijn Thyestes, in co-regie met oude vriend en acteur Ton Lutz, naar het theatercredo van Antonin Artaud en Jerzy Grotowski, wat hem een uitnodiging opleverde bij Jean Louis Barrault in het Festival du Thèâtre des Nations in Parijs. In 1969 ging zijn toneelstuk Vrijdag met Kitty Courbois in de hoofdrol in Amsterdam in première. Dit was het eerste toneelstuk waarin zijn mengtaal van dialect en Standaardnederlands naar voren kwam. Het was alsof Claus tegenover zijn Hollandse fans een Vlaamse identiteit wilde affirmeren. En de 'Hollanders' spraken in zijn regie onberispelijk 'Vlaams'.
Tussendoor reisde hij naar onder meer Italië, Griekenland, Spanje, Turkije, de Verenigde Staten (van november 1959 tot april 1960), Mexico en met onder anderen Harry Mulisch naar Fidel Castro's Cuba. Terug in België oordeelde een rechtbank (met scheiding der machten onder socialistisch minister van Justitie Alfons Vranckx) dat zijn theaterproductie Masscheroen in strijd was met de openbare zeden en legde hem vier maanden gevangenisstraf op. Het vonnis werd na publiek protest (de 'Anti-Censuur Protest Read-in') in een voorwaardelijke gevangenisstraf en een onvoorwaardelijke boete omgezet. Hij had zijn vrienden-dichters Hugues C. Pernath, Bob Cobbing en boezemvriend Freddy de Vree in naakten lijve opgevoerd als Heilige Drievuldigheid, wat voor de katholieke rechter van Brugge niet zozeer zedenschennend dan wel ongeregeld blasfemisch geweest zal zijn. De dichter heeft achteraf aan zijn vervolger een puntig gedicht gewijd.
Nadat hij vijf jaar op een 250 jaar oude boerderij in Tenhole, Nukerke (Vlaamse Ardennen) en even in Knokke had gewoond, verhuisde Claus in maart 1970 naar Amsterdam, waar hij in 1971 actrice Kitty Courbois leerde kennen. Hun relatie inspireerde hem tot de roman Het jaar van de kreeft.
De veerkracht van zijn levensstijl liep parallel met de beweeglijkheid van zijn artistieke productie. Een relatie leidde tot een bundel gedichten, Dag, jij (1971), die bol stond van seksueel expliciete scènes en emotionele hevigheid.
Van 1974 tot 1978 verbleef Claus in Parijs met de actrice Sylvia Kristel. Ze kregen op 10 februari 1975 een zoon, Arthur.
Uiteindelijk verhuisde hij in 1977 alleen terug naar Gent, waar zijn broer Guido, samen met zijn echtgenote Motte Claus sinds 1973 de 'Hotsy Totsy' uitbaatte, de artistieke privéclub, waar Claus en broer kind aan huis was.
Met zijn vriend Freddy de Vree, producer van BRT 3, ondernam hij in 1981 een reis naar Mexico, verslagen in 'Mexico vandaag, land van Posada'.
Naar zijn toneelstuk draaide hij zijn film Vrijdag, waarna hij werkte aan zijn roman Het verdriet van België, die in 1983 verscheen. Het werd in 1994, niet gans volgens zijn verwachtingen, verfilmd door de Zwitserse regisseur Claude Goretta.

Zijn moeder en vader stierven respectievelijk in 1984 en 1986 in Gent. Op 12 juni 1993 trad Claus te Antwerpen voor de tweede maal in het huwelijk met zijn vriendin Veerle de Wit. Ze hielden een tijdlang verblijf in onder andere Cavaillon (Zuid-Frankrijk), Caromb en Croagnes. In 1996 werd aan de Universiteit Antwerpen het 'Studie- en Documentatiecentrum Hugo Claus' opgericht. Het was het eerste studie- en documentatiecentrum dat werd gewijd aan een nog levende schrijver.
Zijn eerste vrouw en moeder van hun zoon Thomas, Elly Overzier, stierf op 26 december 2010 op 82-jarige leeftijd aan hartproblemen. Sylvia Kristel, zijn voormalige geliefde en moeder van hun zoon Arthur Kristel, stierf op 17 oktober 2012 aan de gevolgen van slokdarmkanker.

### Overlijden
Claus overleed op woensdag 19 maart 2008, kort voor zijn 79ste verjaardag in het Middelheim-ziekenhuis te Antwerpen. De schrijver leed zo'n twee jaar aan de ziekte van Alzheimer en koos daarom zelf het moment van zijn dood door middel van euthanasie via de organisatie Recht op Waardig Sterven. Kort voor zijn overlijden gaf de filosoof Etienne Vermeersch Claus nog advies over euthanasie.

#### Euthanasiedebat laait op
Volledige voorpagina's van kranten werden ingenomen door het overlijden van Claus. Ook Claus' euthanasiebeslissing werd uitvoerig belicht en geduid. In katholieke kringen reageerde men afwijzend op deze 'mediatisering van de euthanasie'. René Stockman, hoofd van de organisatie Broeders van Liefde, verklaarde op de katholieke nieuwssite Kerknet: "De wijze waarop sommigen deze daad niet alleen proberen goed te praten maar zelfs als het summum van edelmoedigheid de hemel in prijzen, stoot tegen de borst. Dit is pas het echte verdriet van België." Hij werd gevolgd in zijn kritiek door Wouter Beke, interim-voorzitter van CD&V. Kardinaal Danneels sprak er over in zijn paaspreek: "Door zomaar uit het leven te stappen, antwoordt men niet op het probleem van lijden en dood. Men loopt er in een boog omheen en omzeilt het. Omzeilen is geen heldendaad, geen voer voor frontpaginanieuws."
Professor aan de VUB Wim Distelmans, medebestuurder van Recht op Waardig Sterven, vond de kritiek "zeer verregaand": "Zo'n beslissing wordt niet licht genomen en niemand velt een oordeel over mensen die niet kiezen voor euthanasie."
19 maart is de naamdag van Sint-Jozef, onder andere patroonheilige van een zalige (of zachte) dood. De kardinaal was zich daar net als Claus bijna zeker van bewust.
De woordvoerder van de kardinaal reageerde hierop: "De homilie was niet tegen Hugo Claus gericht. De naam van de schrijver werd niet eens vermeld in de homilie. De kardinaal reageert wel tegen de mediatisering van euthanasie zoals we die de laatste tijd waarnemen. Dat werd opnieuw duidelijk door de euthanasie van Claus. In sommige algemene media ging er haast meer aandacht uit naar de euthanasie van Claus dan naar zijn literair talent."

#### Afscheidsplechtigheid
Op zaterdag 29 maart 2008 werd een afscheidsplechtigheid met uitvaart gehouden in de Antwerpse Bourlaschouwburg, georganiseerd door Luc Coorevits van Behoud de Begeerte en aan elkaar gepraat door Piet Piryns, journalist, vriend en biograaf. Acteurs Jan Decleir, Josse De Pauw, Hilde Van Mieghem en Gilda De Bal lazen gedichten voor uit het werk van Claus. Vrienden Erwin Mortier, Suzanne Holtzer, Jef Lambrecht en Cees Nooteboom schetsten een beeld van Claus. Hij besloot ontspannend met een laatste verzoek aan de overledene: "Hugo, kom vooral spoken!".
De afscheidsplechtigheid werd bijgewoond door artistiek Vlaanderen en Nederland en Vlaamse politici. Onder anderen Harry Mulisch, Connie Palmen, Adriaan van Dis, Dimitri Verhulst, Pierre Alechinsky, Walter van den Broeck passeerden de revue. Vanuit de politieke wereld tekende onder anderen Guy Verhofstadt, vriend en gewezen federaal premier, present.
De bijdrage van Erwin Mortier bevatte een kritiek naar kardinaal Danneels: "Het is een bittere ironie dat de man die ons uitsprak als wezens die zich nimmer volkomen kunnen beschaven, postuum nog de les wordt gespeld door lieden waarvoor hij steeds een heilzaam gebrek aan ontzag heeft vertoond: prinsen van allerlei slag, kerkvorsten (...), het slag volk dat hem al van in zijn prilste jaren heeft willen kleineren. Louter en alleen omdat de keuze van zijn levenseinde niet de hunne is, komen ze weer van onder de plaveien gekropen en spuien hun laffe gal. De eigen morele superioriteit celebreren boven het lichaam van een geliefde dode is geen heldendaad. Meneer de kardinaal, schaam je."
Na de plechtigheid werd het stoffelijk overschot gecremeerd. Later wordt de as voor de kust van Oostende verstrooid, op uitdrukkelijke wens van Claus.

#### Hommage
Op 13 april 2008 vond in de Antwerpse Bourlaschouwburg een hommage aan Hugo Claus plaats, georganiseerd door Behoud de Begeerte en Toneelhuis. De band Absynthe Minded bracht met hun single 'Envoi' (2009) een hommage aan Hugo Claus. De Belgische Post bracht in 2009 een reeks postzegels uit met als thema literatuur. Op de reeks zijn Hugo Claus, Amélie Nothomb, Tom Lanoye, Anne Provoost en Henri Vernes afgebeeld.

#### Filmdocumentaire
In 2009 maakte documentairemaker John Albert Jansen over Claus de filmdocumentaire Wreed geluk.

## Oeuvre

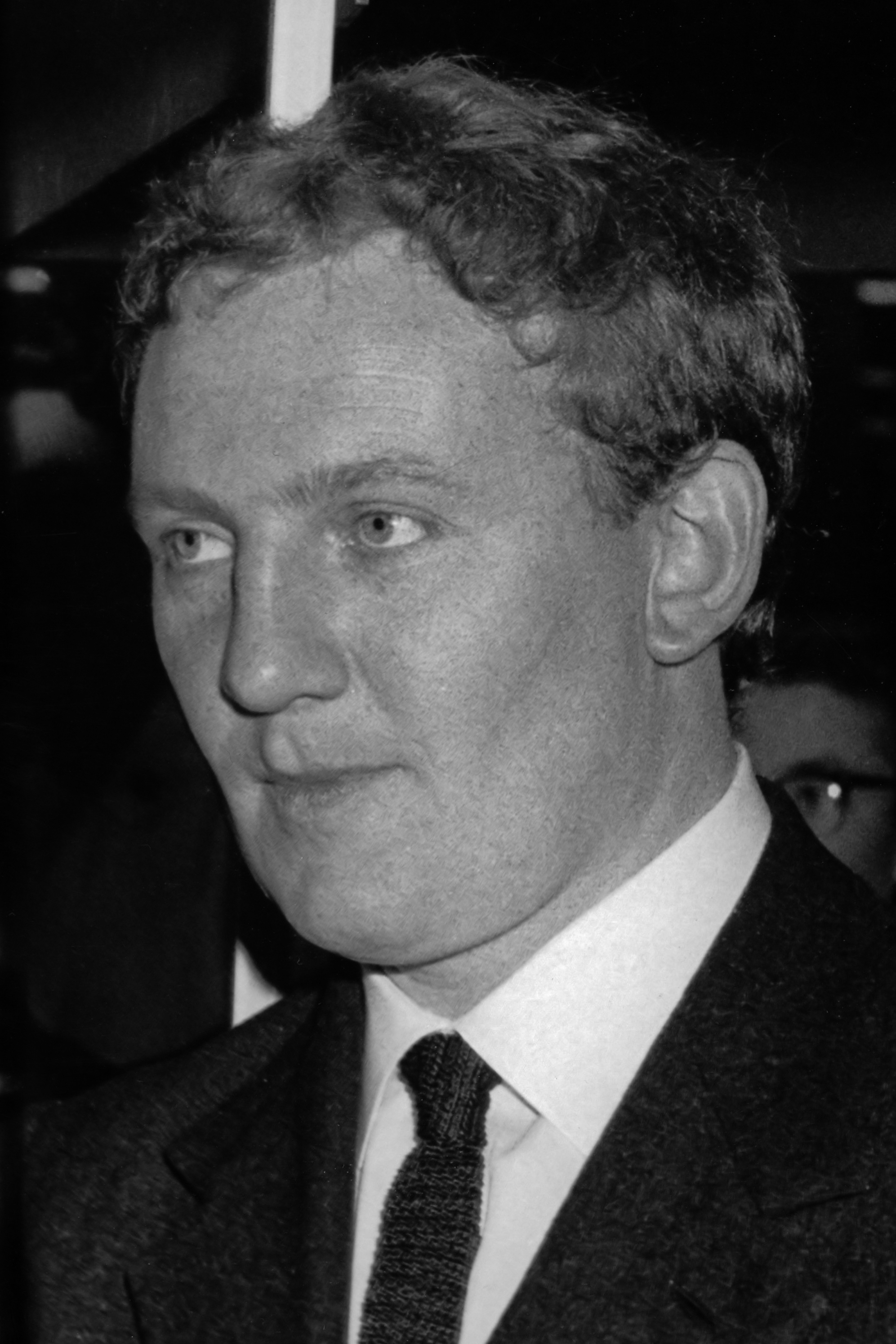
Hugo Claus (1965)

In het begin van de jaren vijftig verraste en choqueerde Claus met realistische romans waarin met niets ontziende oprechtheid de mens tot in het uiterste ontluisterd werd. De stijl is krachtig, het taalgebruik bruisend-expressionistisch en de toon fel, cynisch en geladen. Later werd zijn proza soberder, maar de toon blijft hard.
Claus is een belangrijke en heel productieve naoorlogse kunstenaar: in ruim een halve eeuw publiceerde hij meer dan 150 afzonderlijke titels. Er verschenen van zijn werk meer dan honderd vertalingen in een twintigtal talen.
Naast de invloeden van de Nouveau roman is er de invloed van James Joyce (Finnegans Wake) te bespeuren. Is Het Verdriet van België (1983) een roman over zijn jeugdjaren in Kortrijk, dan is de roman De verwondering (1962), die zich te Oostende afspeelt, waar zijn vader een uitgeverij had in de Karel Janssenslaan, een cryptische sleutelroman met verwijzingen naar de klassieken.
Net als zijn levensstijl is Claus' artistieke productie gevarieerd en grillig. Sinds 1947 werkte hij aan een relatief groot en eigenzinnig oeuvre: hij schreef gedichten, verhalen, romans, toneelstukken, operalibretto's en scenario's voor film, televisie en stripverhalen. Hij vertaalde, schilderde en regisseerde.
Hij was medeoprichter van Tijd en Mens (1949), redacteur van De Gids en het Nieuw Vlaams Tijdschrift en medewerker van Arsenaal, Avenue, Snoecks, Blurb, Braak, Cobra, Podium en De Vlaamse Gids.
In 1962 richtte hij het tijdschrift Randstad op, samen met Harry Mulisch, Ivo Michiels en Simon Vinkenoog.
Hij schreef chansons voor zangeres Liesbeth List en eenmaal een vrijwillige inzending voor het Eurovisiesongfestival, samen met componist Frédéric Devreese, voor all-round-operazangeres Mireille Capelle. Het lied werd geweigerd door de BRT-directie, helaas niet met gunstiger resultaat.

### Poëzie

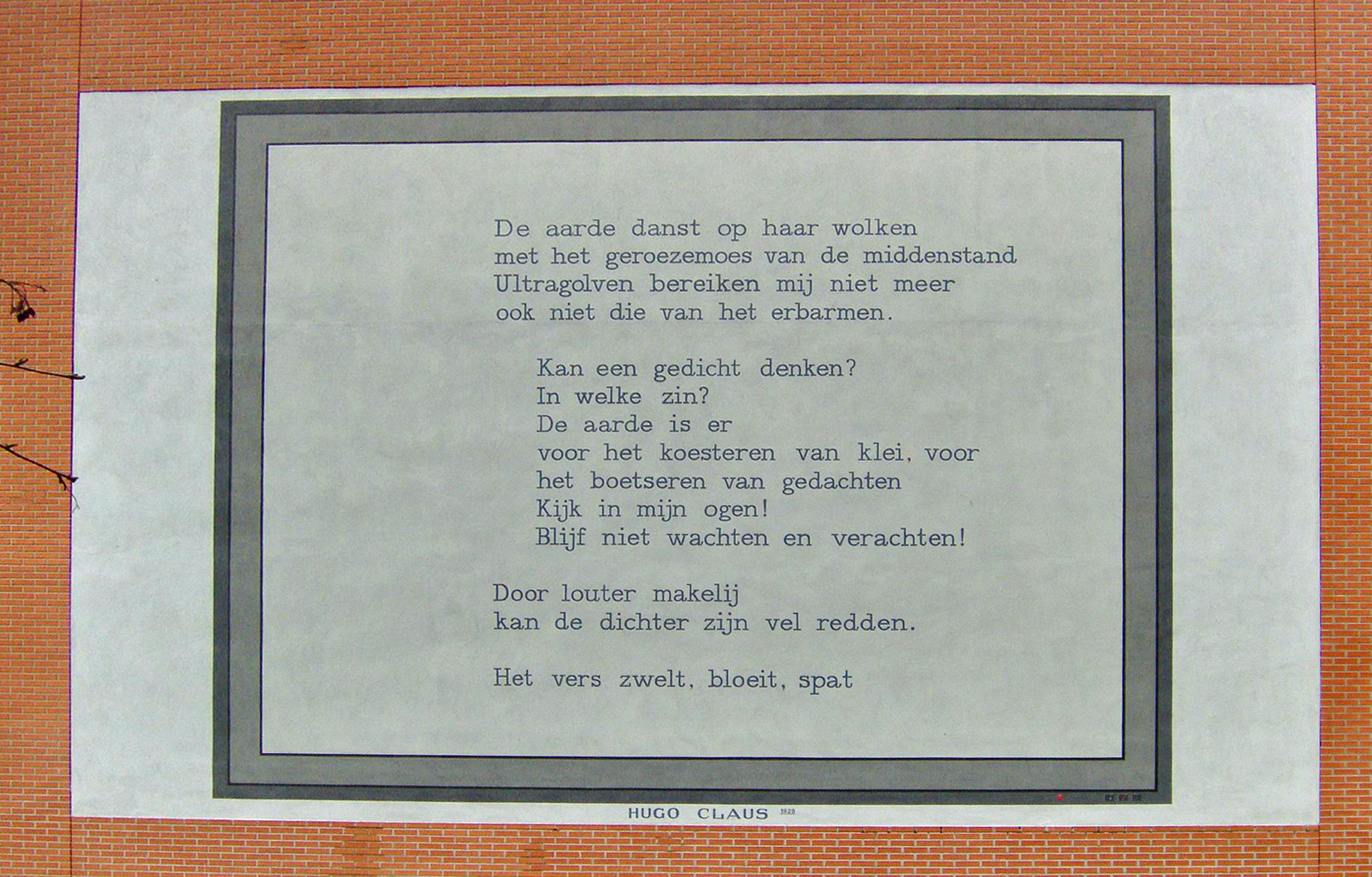
Het gedicht De aarde danst op haar wolken op een muur op de hoek tussen de Geregracht en het Levendaal in Leiden

Zijn experimenteel getinte, antirationalistische poëzie heeft een sterk visueel element en ontwikkelde zich van vrij klassieke belijdenislyriek in Kleine reeks (1947) naar explosief modernisme in de jaren vijftig, zodat hij naast Lucebert als de belangrijkste dichter van de Vijftigers wordt ervaren.
De Oostakkerse gedichten (1955), zetten de toon voor het hele werk: de spanning tussen animaal en seksueel vitalisme en een scherpe en erudiete intelligentie, die met motieven en citaten uit onder meer de klassieke literatuur speelt.
Zijn poëzie is divers: van sociaal geëngageerd via experimenteel en associatief tot zeer persoonlijke liefdeslyriek. In de latere poëzie (onder andere De sporen, 1993) slaat Claus een meer abstracte en postmodernistische richting in.
Samen met Remco Campert, Gerrit Kouwenaar, Simon Vinkenoog en Lucebert bevindt hij zich intussen in de voorste gelederen van de nieuwe generatie Nederlandstalige dichters. Die generatie van de Vijftigers drukt haar stempel door een antitraditionele, antirationele, anti-esthetische, experimentele kunstvorm te omhelzen die ontvankelijk is voor invloeden uit de Nieuwe Wereld. Na 1960 valt de groep uiteen en gaan de leden elk hun eigen weg.

### Theater
Rob de Graaf noemt Claus in Toneel Theatraal: "de godfather van de moderne Nederlandstalige toneelschrijfkunst". Het toneeloeuvre van Claus is zeer omvangrijk: 35 oorspronkelijke stukken en nog eens 38 vertalingen en bewerkingen van Engelse, Griekse, Latijnse, Franse, Spaanse en Nederlandse toneelstukken en romans.
Het eerste stuk, De getuigen, dateert uit 1952. In dat eerste stuk bepaalt hij het thema waaraan hij meer dan veertig jaar trouw blijft en dat als een rode draad door al zijn stukken loopt: begeerte. Het is een natuurlijke impuls die eeuwenlang aan de teugels van geloof en moraal is gelegd. De lichamelijke begeerte werd aan de voortplanting gekoppeld, terwijl begeerte buiten het huwelijk verboden werd.
Aanvankelijk verwijst Claus naar het katholicisme, later voegt hij hieraan verwijzingen naar de Griekse en Romeinse mythologie toe.
Tot het beste van Claus' oeuvre behoren met name die stukken waarin zijn gespannen verhouding tot Vlaanderen tot uiting wordt gebracht. Dat gebeurt in Een bruid in de morgen (1955), een klassieker inmiddels die door Tennessee Williams beïnvloed is en verder ook in Suiker (1958), Vrijdag (1969) en Interieur (1971).

### Film
Mensen van mijn leeftijd zijn nu eenmaal enorm door de film beïnvloed. Ik wilde zo dicht mogelijk bij die wereld komen. De droom, daar ging het om. De droom heeft de allures van de film, van het beeld
— Hugo Claus, 1978

Van 1953 tot 1955 werkte Claus tijdens zijn verblijf in Italië sporadisch mee aan films van onder anderen Alberto Lattuada en Luigi Malerba.
Claus schreef zijn eerste filmscenario Dorp aan de rivier (1958), naar de roman van Anton Coolen. Dorp aan de rivier wordt geregisseerd door Fons Rademakers, voor wie Claus ook Mira of De teloorgang van de Waterhoek (1971, naar Stijn Streuvels) en Het mes (1960) bewerkte.
Hij schreef meer dan twintig filmscenario's, waaronder: Het jaar van de kreeft (verfilmd door Herbert Curiel, 1975), Pallieter (naar Felix Timmermans, 1976) en Het gezin van Paemel (1986), naar Cyriel Buysse.
In 1968 gingen de eerste twee films van Claus als regisseur in première: De vijanden en Het speelmeisje. Bijna twaalf jaar later, in 1980, regisseerde Claus de filmbewerking Vrijdag van zijn bekroond toneelstuk Vrijdag.
Claus was midden jaren 80 de drijvende kracht achter de verfilming van Hendrik Consciences De leeuw van Vlaanderen met Jan Decleir en Julien Schoenaerts.
In 1990 volgde Het sacrament met Frank Aendenboom, Carl Ridders, Hugo Van den Berghe en Ann Petersen. Het sacrament is de filmadaptatie van Omtrent Deedee.
Zijn laatste film, De verlossing, dateert uit 2001.

### Plastische kunst
Claus' werk als kunstschilder is minder bekend. Hij was bevriend met verschillende plastische kunstenaars, waaronder de Cobra-groep, waar hij deel van uitmaakte en schilders als Roger Raveel, die ettelijke literaire werken van Claus verluchtte. Zelf nam hij geregeld op persoonlijke wijze het penseel ter hand. In 2005 gaf Hugo Claus zijn allerlaatste interview ooit aan zijn vriend radiojournalist Jef Lambrecht. In Amstelveen liep op dat moment in het Cobra-museum een tentoonstelling met zijn beeldend werk. In 1956 hield Claus zijn eerste eenmanstentoonstelling in Galerie Taptoe te Brussel. In maart 1959 bekwam hij zijn tweede solotentoonstelling in het Paleis voor Schone Kunsten te Brussel.

### Nalatenschap
In 2015 verwierf het Letterenhuis in Antwerpen, via een aankoop door het Erfgoedfonds,  de nalatenschap van Hugo Claus. Het betreft een aanzienlijk deel van zijn archief. De nalatenschap bevat, aldus het Erfgoedfonds, "correspondentie, manuscripten, typoschriften en drukproeven van poëzie, prozaals theater- en filmstukken, notitieboekjes en persoonlijke documenten".

### Prijzen en onderscheidingen
Claus ontving tijdens zijn leven verschillende bekroningen voor zijn boeken. De belangrijkste hieruit zijn vier Staatsprijzen voor Toneelliteratuur, een Staatsprijs voor Poëzie en een Staatsprijs voor Proza; de Prijs der Nederlandse Letteren, de hoogste onderscheiding voor een Nederlandstalig auteur; de driejaarlijkse Henriette Roland Holst-prijs voor zijn gehele toneeloeuvre; de Cultuurprijs van de Stad Gent (1978); de Constantijn Huygens-prijs en de Aristeionprijs, de hoogste Europese literaire onderscheiding.
Claus was sinds 1957 Ridder in de Orde van Leopold II, sinds 1971 Ridder in de Kroonorde en ook drager van de 'Bronzen Medaille van de stad Gent'. In 1986 ontving Hugo Claus de Prijs der Nederlandse Letteren, de hoogste onderscheiding voor een Nederlandstalig auteur. De auteur gold sinds jaren als een kandidaat-winnaar van de Nobelprijs voor Literatuur.
Volgens een enquête (1999) van het weekblad Knack en de Vereniging ter Bevordering van het Vlaamse Boekwezen is de roman Het verdriet van België het Nederlandstalige boek van de 20e eeuw.
In 2005 eindigde hij op nr. 30 in de Vlaamse versie van De Grootste Belg.
Een belangrijke Belgische bankinstelling weigerde ooit sponsoring aan een belangrijke toneelinstelling wegens een opdracht aan Hugo Claus ter gelegenheid van Europalia.

### Niet-gebundelde jeugdgedichten
- In mei 2008 doken zeven onbekende gedichten op, die volgens Claus-kenners toebehoren aan De Oostakkerse gedichten en van een onschatbaar literair belang zouden zijn. De manuscripten werden op 10 mei 2008 geveild in het veilinghuis De Vuyst in Lokeren. Het nagelaten materiaal documenteert omstandig het ontstaan en de ontwikkeling van De Oostakkerse gedichten. Daarover was tot dan zo goed als niets bekend. Het meeste materiaal stamt uit de periode vóór de publicatie in Tijd en Mens. Zo blijkt hoe ook nog in de drukproef voor de tijdschriftuitgave de eerste cyclus de titel Mythologisch droeg (en nog niet De ingewijde) en de tweede cyclus Een liefde (en niet Een vrouw).[19]
- In december 2008 werd wat Claus' eerste gedicht zou zijn geveild voor 2400 euro bij Veilinghuis De Wit in Oostende. Hij schreef het als 13-jarige scholier voor klasgenote Miriam Soetaert op een bladzijde van een schoolschrift en noemde het 'Grauwvuur'. De eigenaresse maakte het bestaan van het gedicht pas na Claus' overlijden bekend, omdat hij op de andere kant van het papier had geschreven "aan niemand tonen a.u.b.".[20][21] In 2014 raakte bekend dat het geen origineel gedicht betrof, maar een vertaling van een Duits gedicht dat was gepubliceerd in het tijdschrift van DeVlag.[22][23]

## Lijst met onderscheidingen en prijzen
- 1950 – Leo J. Krynprijs voor De eendenjacht (later De Metsiers)
- 1952 – Arkprijs van het Vrije Woord voor De Metsiers
- 1955 – Driejaarlijkse Staatsprijs voor Toneelliteratuur voor Een bruid in de morgen
- 1955 – Prix Lugné-Poë voor de Franse vertaling van Een bruid in de morgen
- 1955 – Prix Bonjour Promesse (of 'Prix Françoise Sagan') voor De hondsdagen
- 1956 – Letterkundige Prijs van de Stad Gent voor De getuigen
- 1957 – Ridder in de Orde van Leopold II (3 april)
- 1959 – Referendum der Vlaamse Letterkunde voor De zwarte keizer
- 1959 – Ford Foundation Grant
- 1960 – Koopalprijs voor zijn Dylan Thomas vertaling Onder het melkwoud
- 1963 – Referendum der Vlaamse Letterkunde voor De Verwondering (geweigerd)
- 1964 – Referendum der Vlaamse Letterkunde voor Omtrent Deedee (geweigerd)
- 1964 – August Beernaertprijs voor De Verwondering
- 1964 – Prijs voor het visualiseren van poëzie voor de tv-film Antologie
- 1965 – Henriette Roland Holst-prijs voor zijn gehele toneeloeuvre
- 1967 – Driejaarlijkse Staatsprijs voor Toneelliteratuur voor De dans van de reiger
- 1967 – Edmond Hustinx-prijs voor Nederlandstalige toneelschrijvers voor zijn gehele toneeloeuvre
- 1971 – Ridder in de Kroonorde (18 oktober)
- 1971 – Driejaarlijkse Staatsprijs voor Poëzie voor Heer Everzwijn
- 1973 – Driejaarlijkse Staatsprijs voor Toneelliteratuur voor Vrijdag
- 1978 – Driejaarlijkse Cultuurprijs van de Stad Gent voor literatuur
- 1979 – Constantijn Huygensprijs voor zijn gehele oeuvre
- 1979 – Driejaarlijkse Staatsprijs voor Toneelliteratuur voor Jessica en z'n Euripides-bewerking Orestes
- 1984 – Driejaarlijkse Staatsprijs voor Verhalend Proza voor Het verdriet van België
- 1985 – Cestoda-prijs
- 1986 – Prijs der Nederlandse Letteren voor zijn gehele oeuvre
- 1986 – Herman Gorterprijs voor Alibi
- 1987 – Achilles Van Acker-prijsvoor de "sociale bewogenheid van zijn oeuvre"
- 1987 – Prijs van de Vlaamse Lezer voor Het verdriet van België
- 1989 – Humo's Gouden Bladwijzer voor Het verdriet van België
- 1989 – Grand Prix de l'humour noir Xavier Fonneret
- 1994 – Gouden Erepenning van de Vlaamse Raad voor zijn gehele oeuvre
- 1994 – Prijs voor Meesterschap voor zijn gehele oeuvre
- 1994 – VSB Poëzieprijs voor De Sporen
- 1997 – Libris Literatuur Prijs voor De geruchten
- 1997 – Prix International Pier Paolo Pasolini
- 1997 – Humo's Gouden Bladwijzer voor De geruchten
- 1998 – Aristeionprijs van de Europese Unie voor De geruchten
- 1999 – Driejaarlijkse Cultuurprijs van de Vlaamse Gemeenschap voor zijn gehele oeuvre
- 2000 – Premio Nonino voor de Italiaanse vertaling van Het verdriet van België
- 2000 – Prijs voor Letterkunde van de Vlaamse Provincies voor zijn gehele oeuvre
- 2001 – Preis der Stadt Münster für Europäische Poesie voor zijn gehele oeuvre
- 2002 – Prijs voor Letterkunde van de Vlaamse Provincies voor de verzenbundel Wreed geluk
- 2002 – Prix de consécration Herman Closson voor zijn gehele oeuvre
- 2002 – Leipziger Buchpreis zur Europäischen Verständigung voor zijn gehele oeuvre
- 2005 – Prijs van de Vlaamse Gemeenschap voor Algemene Culturele Verdienste